# Alberto Silvani
Alberto Silvani (Virgoletta, 6 settembre 1946) è un vescovo cattolico italiano, dal 12 gennaio 2022 vescovo emerito di Volterra.

## Biografia
Nasce a Virgoletta, frazione di Villafranca in Lunigiana, oggi in provincia di Massa-Carrara e diocesi di Massa Carrara-Pontremoli, il 6 settembre 1946.

### Formazione e ministero sacerdotale
Frequenta le scuole medie ed il ginnasio presso il seminario di Pontremoli, spostandosi poi dal 1962 al 1967 presso il seminario di Parma dove frequenta il liceo ed inizia gli studi teologici. Si trasferisce poi a Roma fino al 1971, ottenendo la licenza in teologia presso l'Università Gregoriana. Il 17 dicembre 1985 si laurea in filosofia all'Università degli Studi di Genova, con una tesi sull'ideale di perfezione in Jacques Maritain.
Il 3 ottobre 1970 è ordinato presbitero nel suo paese natale.
Dopo l'ordinazione diviene per due anni assistente nel Collegio Vescovile e aiuto al parroco del duomo di Pontremoli. Nel 1972 è inviato parroco a Gassano, e nel 1987 a Corlaga e Treschietto, dove rimane fino al 1992. Nel frattempo, dal 1987 al 2005 è vicario generale della diocesi di Pontremoli, che diviene nel frattempo diocesi di Massa Carrara-Pontremoli. L'8 maggio 1992 è nominato prelato d'onore di Sua Santità.
Dal 1996 al 2005 è rettore del seminario maggiore di Massa Carrara-Pontremoli. Nel 2005 diventa parroco di Avenza. Dal 1976 al 1998 è docente di latino e greco al liceo vescovile paritario di Pontremoli, di cui diventa preside nel decennio 1997-2007.

### Ministero episcopale
L'8 maggio 2007 papa Benedetto XVI lo nomina vescovo di Volterra; succede a Mansueto Bianchi, precedentemente nominato vescovo di Pistoia. Il 29 giugno seguente riceve l'ordinazione episcopale, nella concattedrale di Santa Maria Assunta a Pontremoli, dal vescovo Eugenio Binini, co-consacranti l'arcivescovo Alessandro Plotti e il vescovo Mansueto Bianchi. Il 15 luglio prende possesso della diocesi.
Il 12 gennaio 2022 papa Francesco accoglie la sua rinuncia al governo pastorale della diocesi per raggiunti limiti d'età; gli succede Roberto Campiotti, del clero di Milano, fino ad allora rettore del collegio ecclesiastico internazionale San Carlo Borromeo a Roma. Rimane amministratore apostolico della diocesi fino all'ingresso del successore, avvenuto il 27 marzo successivo.

## Genealogia episcopale
La genealogia episcopale è:
- Cardinale Scipione Rebiba
- Cardinale Giulio Antonio Santori
- Cardinale Girolamo Bernerio, O.P.
- Arcivescovo Galeazzo Sanvitale
- Cardinale Ludovico Ludovisi
- Cardinale Luigi Caetani
- Cardinale Ulderico Carpegna
- Cardinale Paluzzo Paluzzi Altieri degli Albertoni
- Papa Benedetto XIII
- Papa Benedetto XIV
- Papa Clemente XIII
- Cardinale Enrico Benedetto Stuart
- Papa Leone XII
- Cardinale Chiarissimo Falconieri Mellini
- Cardinale Camillo Di Pietro
- Cardinale Mieczysław Halka Ledóchowski
- Cardinale Jan Maurycy Paweł Puzyna de Kosielsko
- Arcivescovo Józef Bilczewski
- Arcivescovo Bolesław Twardowski
- Arcivescovo Eugeniusz Baziak
- Papa Giovanni Paolo II
- Vescovo Eugenio Binini
- Vescovo Alberto Silvani

## Araldica
| Stemma | Spiegazione |
| ------ | --- |
|        | Nel suo stemma episcopale ha unito presente e passato, la diocesi di Massa Carrara-Pontremoli, da cui proviene, e quella di Volterra, che è stato chiamato a guidare. Ci sono la luna, simbolo mariano, ma anche un omaggio alla Lunigiana, sua terra di origine; il libro aperto, in ricordo dei suoi 32 anni di insegnamento; il boschetto di castagni, che simboleggia il proprio cognome e la propria regione, la Toscana, ricca di questi alberi; le chiavi pontificie, in omaggio a san Lino, proveniente dalla diocesi di Volterra, successore di san Pietro apostolo, e in ricordo della sua ordinazione episcopale, avvenuta il 29 giugno, giorno della solennità dei Santi Pietro e Paolo. Il motto è scelto dal libro del profeta Neemia: Gaudium Domini fortitudo nostra (La gioia del Signore è la nostra forza). |